# Gran Premi d'Àustria del 2019
El Gran Premi d'Àustria de Fórmula 1, la novena cursa de la temporada 2019, ès disputà en els dias 28 a 30 de juny de 2019, al circuit d'Osterreichring, a Spielberg, Àustria.

## Qualificació
La qualificació va ser realitzat en el dia 29 de juny.
| Pos                  | No | Pilot              | Constructor           | Part 1   | Part 2   | Part 3    | Sortida |
| -------------------- | -- | ------------------ | --------------------- | -------- | -------- | --------- | ------- |
| 1                    | 16 | Charles Leclerc    | Ferrari               | 1:04.138 | 1:03.378 | 1:03.003  | 1       |
| 2                    | 44 | Lewis Hamilton     | Mercedes              | 1:03.818 | 1:03.803 | 1:03.262  | 41      |
| 3                    | 33 | Max Verstappen     | Red Bull-Honda        | 1:03.807 | 1:03.835 | 1:03.439  | 2       |
| 4                    | 77 | Valtteri Bottas    | Mercedes              | 1:04.084 | 1:03.863 | 1:03.537  | 3       |
| 5                    | 20 | Kevin Magnussen    | Haas-Ferrari          | 1:04.778 | 1:04.466 | 1:04.072  | 102     |
| 6                    | 4  | Lando Norris       | McLaren-Renault       | 1:04.361 | 1:04.211 | 1:04.099  | 5       |
| 7                    | 7  | Kimi Räikkönen     | Alfa Romeo-Ferrari    | 1:04.615 | 1:04.056 | 1:04.166  | 6       |
| 8                    | 99 | Antonio Giovinazzi | Alfa Romeo-Ferrari    | 1:04.450 | 1:04.194 | 1:04.179  | 7       |
| 9                    | 10 | Pierre Gasly       | Red Bull-Honda        | 1:04.412 | 1:03.988 | 1:04.199  | 8       |
| 10                   | 5  | Sebastian Vettel   | Ferrari               | 1:04.340 | 1:03.667 | Sin temps | 9       |
| 11                   | 8  | Romain Grosjean    | Haas-Ferrari          | 1:04.552 | 1:04.490 |           | 11      |
| 12                   | 27 | Nico Hülkenberg    | Renault               | 1:04.733 | 1:04.516 |           | 153     |
| 13                   | 23 | Alexander Albon    | Toro Rosso-Honda      | 1:04.708 | 1:04.665 |           | 194     |
| 14                   | 3  | Daniel Ricciardo   | Renault               | 1:04.647 | 1:04.790 |           | 12      |
| 15                   | 55 | Carlos Sainz Jr.   | McLaren-Renault       | 1:04.453 | 1:13.601 |           | 204     |
| 16                   | 11 | Sergio Pérez       | Racing Point-Mercedes | 1:04.789 |          |           | 13      |
| 17                   | 18 | Lance Stroll       | Racing Point-Mercedes | 1:04.832 |          |           | 14      |
| 18                   | 26 | Daniïl Kviat       | Toro Rosso-Honda      | 1:05.324 |          |           | 16      |
| 19                   | 63 | George Russell     | Williams-Mercedes     | 1:05.904 |          |           | 185     |
| 20                   | 88 | Robert Kubica      | Williams-Mercedes     | 1:06.206 |          |           | 17      |
| 107% Temps: 1:08.273 |    |                    |                       |          |          |           |         |
| Font:                |    |                    |                       |          |          |           |         |

Notes
- ^1 Lewis Hamilton rep penalització de tres posicions per impedir a Kimi Räikkönen durant la qualificació. No obstant això, perquè Kevin Magnussen rep el seu penal primer, Hamilton deixa dues de três posicions i començarà el quart.[4]
- ^2 Kevin Magnussen rep una penalització de cinc posicions per a un canvi de caixa de canvis no programat.
- ^3 Nico Hülkenberg rep una penalització de cinc posicions per excedir la seva quota per als components de la unitat de potència
- ^4 Alexander Albon i Carlos Sainz Jr. seràn penalitzats amb començar des de les últimes posicions de la graella per posar nous components en el seu motor
- ^5 George Russell rep una penalització de três llocs a graella per impedir Daniïl Kviat durant la qualificació.

## Resultats de la Cursa
La cursa va ser realitzat en el dia 30 de juny.
| Pos                                                                     | No | Pilot              | Constructor           | Voltes | Temps / Retirada | Pos.Sortida | Punts |
| ----------------------------------------------------------------------- | -- | ------------------ | --------------------- | ------ | ---------------- | ----------- | ----- |
| 1                                                                       | 33 | Max Verstappen     | Red Bull-Honda        | 71     | 1:22:01.822      | 2           | 261   |
| 2                                                                       | 16 | Charles Leclerc    | Ferrari               | 71     | +2.724           | 1           | 15    |
| 3                                                                       | 77 | Valtteri Bottas    | Mercedes              | 71     | +18.960          | 3           | 18    |
| 4                                                                       | 5  | Sebastian Vettel   | Ferrari               | 71     | +19.610          | 9           | 12    |
| 5                                                                       | 44 | Lewis Hamilton     | Mercedes              | 71     | +22.805          | 4           | 10    |
| 6                                                                       | 4  | Lando Norris       | McLaren-Renault       | 70     | +1 volta         | 5           | 8     |
| 7                                                                       | 10 | Pierre Gasly       | Red Bull-Honda        | 70     | +1 volta         | 8           | 6     |
| 8                                                                       | 55 | Carlos Sainz Jr.   | McLaren-Renault       | 70     | +1 volta         | 19          | 4     |
| 9                                                                       | 7  | Kimi Räikkönen     | Alfa Romeo-Ferrari    | 70     | +1 volta         | 6           | 2     |
| 10                                                                      | 99 | Antonio Giovinazzi | Alfa Romeo-Ferrari    | 70     | +1 volta         | 7           | 1     |
| 11                                                                      | 11 | Sergio Pérez       | Racing Point-Mercedes | 70     | +1 volta         | 16          |       |
| 12                                                                      | 3  | Daniel Ricciardo   | Renault               | 70     | +1 volta         | 12          |       |
| 13                                                                      | 27 | Nico Hülkenberg    | Renault               | 70     | +1 volta         | 15          |       |
| 14                                                                      | 18 | Lance Stroll       | Racing Point-Mercedes | 70     | +1 volta         | 17          |       |
| 15                                                                      | 23 | Alexander Albon    | Toro Rosso-Honda      | 70     | +1 volta         | 18          |       |
| 16                                                                      | 8  | Romain Grosjean    | Haas-Ferrari          | 70     | +1 volta         | 11          |       |
| 17                                                                      | 26 | Daniïl Kviat       | Toro Rosso-Honda      | 70     | +1 volta         | 16          |       |
| 18                                                                      | 63 | George Russell     | Williams-Mercedes     | 69     | +2 voltes        | PL          |       |
| 19                                                                      | 20 | Kevin Magnussen    | Haas-Ferrari          | 69     | +2 voltes        | 10          |       |
| 20                                                                      | 88 | Robert Kubica      | Williams-Mercedes     | 68     | +2 voltes        | 17          |       |
| Volta ràpida: Max Verstappen (Red Bull-Honda) - 1:07.475 (en el lap 60) |    |                    |                       |        |                  |             |       |
| Font:                                                                   |    |                    |                       |        |                  |             |       |

Notes
- ^1  – Inclòs 1 punt extra per la volta ràpida.

## Classificació després de la cursa.
| Pos. | Pilot            | Punts | Canvis     |
| ---- | ---------------- | ----- | ---------- |
| 1    | Lewis Hamilton   | 197   | =          |
| 2    | Valtteri Bottas  | 166   | =          |
| 3    | Max Verstappen   | 126   | Augment    |
| 4    | Sebastian Vettel | 123   | Disminució |
| 5    | Charles Leclerc  | 105   | =          |

| Pos. | Constructor     | Punts | Canvis |
| ---- | --------------- | ----- | ------ |
| 1    | Mercedes        | 363   | =      |
| 2    | Ferrari         | 228   | =      |
| 3    | Red Bull-Honda  | 169   | =      |
| 4    | McLaren-Renault | 52    | =      |
| 5    | Renault         | 32    | =      |